# Liste der Bodendenkmäler in Neuried (bei München)
Auf dieser Seite sind die Bodendenkmäler in der oberbayerischen Gemeinde Neuried zusammengestellt. Diese Tabelle ist eine Teilliste der Liste der Bodendenkmäler in Bayern. Grundlage ist die Bayerische Denkmalliste, die auf Basis des Bayerischen Denkmalschutzgesetzes vom 1. Oktober 1973 erstmals erstellt wurde und seither durch das Bayerische Landesamt für Denkmalpflege geführt wird. Die folgenden Angaben ersetzen nicht die rechtsverbindliche Auskunft der Denkmalschutzbehörde.

## Bodendenkmäler der Gemeinde

### Bodendenkmäler in der Gemarkung Buchendorf
| Lage                  | Objekt                                     | Akten-Nr.     | Bild |
| --------------------- | ------------------------------------------ | ------------- | ---- |
| Buchendorf (Standort) | Grabhügel vorgeschichtlicher Zeitstellung. | D-1-7934-0117 |      |

### Bodendenkmäler in der Gemarkung Forstenrieder Park
| Lage                          | Objekt                                     | Akten-Nr.     | Bild |
| ----------------------------- | ------------------------------------------ | ------------- | ---- |
| Forstenrieder Park (Standort) | Grabhügel vorgeschichtlicher Zeitstellung. | D-1-7934-0349 |      |

### Bodendenkmäler in der Gemarkung Neuried
| Lage                                  | Objekt | Akten-Nr.     | Bild           |
| ------------------------------------- | --- | ------------- | -------------- |
| Neuried (Standort)                    | Grabhügel vorgeschichtlicher Zeitstellung. Siehe auch: Hügelgrab | D-1-7934-0115 |                |
| Neuried (Standort)                    | Grabhügel vorgeschichtlicher Zeitstellung. | D-1-7934-0118 |                |
| Neuried (Standort)                    | Grabhügel vorgeschichtlicher Zeitstellung. | D-1-7934-0120 |                |
| Neuried Gautinger Straße 9 (Standort) | Untertägige mittelalterliche und frühneuzeitliche Befunde im Bereich der Katholischen Pfarrkirche St. Nikolaus in Neuried und ihres Vorgängerbaus. Siehe auch: St. Nikolaus (Neuried bei München) | D-1-7934-0286 | weitere Bilder |
| Neuried (Standort)                    | Grabhügel mit Bestattungen der Hallstattzeit. | D-1-7934-0335 |                |
| Neuried (Standort)                    | Grabhügel vorgeschichtlicher Zeitstellung. | D-1-7934-0343 |                |
| Neuried (Standort)                    | Grabhügel vorgeschichtlicher Zeitstellung. | D-1-7934-0344 |                |
| Neuried (Standort)                    | Grabhügel vorgeschichtlicher Zeitstellung. | D-1-7934-0348 |                |